# Green, Kansas
Green är en ort i Clay County i Kansas. Vid 2010 års folkräkning hade Green 128 invånare.